# Stanovništvo Srbije
Srbija premа popisu stanovništva iz 2011. godine ima 7.186.862 stanovnika. U glavnom gradu Beogradu živi oko 20% ukupnog stanovništa. Od ukupnog broja stanovništva 56% je gradskog. Kao posljedica različitih prirodnih uvjeta i povijesnog razvoja, prostorni raspored stanovništva je vrlo raznolik. Ako se promatraju velika zemljopisna područja, najgušće je naseljena peripanonska Srbija (najviše zbog grada Beograda). Vojvodina i planinsko-kotlinsko područje nešto je rjeđe naseljeno od državnog prosjeka. U planinsko-kotlinskom području postoje velike razlike u naseljenosti. [Osim južnog Pomoravlja, ostale podregije imaju manje od 50 st/km2.
Ako se izuzme razdoblje Drugog svjetskog rata, broj stanovnika Srbije se od početka 20. stoljeća stalno povećavao. Gotovo čitava središnja Srbija, izuzev većih gradova u posljednje vrijeme bilježi pad broja stanovništva,  kao i Banat i središnji dijelovi Bačke. Stanovništvo većih urbanih područja više se povećava doseljavanjem nego vlastitim prirodnim prirastom. 
Poslije drugog svjetskog rata stanovništvo Srbije u cjelini stari. U zadnja dva desetljeća u Središnjoj Srbiji i Vojvodini smanjuje se broj radno sposobnog stanovništva. U razdoblju od 1961. do 2002. udio mladog stanovništva (0-19 godina) smanjio se s 35% na 22% dok se udio starog stanovništva popeo s 11% na 24%.

## Popis stanovništva 2002.
2002. godine izvršen je popis stanovništva na teritoriju Srbije bez Kosova. Utvrđeno je da je bilo 7,498,001 žitelja. Većinsko dvotrećinsko stanovništvo od Srbijinih devet i pol milijuna stanovnika čine Srbi, dok su jedna trećina nacionalne manjine. Etnički sastav Srbije bez Kosova:
- Etnička karta Srbije po općinama
- Etnička mapa Srbije po naseljima

### Etnička struktura Srbije (popis 2002.)
| Srbija (bez Kosova) u 2002. | Srbija (bez Kosova) u 2002. | Srbija (bez Kosova) u 2002. | Srbija (bez Kosova) u 2002. | Srbija (bez Kosova) u 2002. |
| --------------------------- | --------------------------- | --------------------------- | --------------------------- | --------------------------- |
|                             |                             |                             |                             |                             |
| Srbi                        | Srbi                        |                             | 82.86%                      | 82.86%                      |
| Mađari                      | Mađari                      |                             | 3.91%                       | 3.91%                       |
| Bošnjaci                    | Bošnjaci                    |                             | 1.82%                       | 1.82%                       |
| Romi                        | Romi                        |                             | 1.44%                       | 1.44%                       |
| Jugoslaveni                 | Jugoslaveni                 |                             | 1.08%                       | 1.08%                       |
| Hrvati                      | Hrvati                      |                             | 0.94%                       | 0.94%                       |
| ostali                      | ostali                      |                             | 7.95%                       | 7.95%                       |
|                             |                             |                             |                             |                             |

### Etnička struktura Uže Srbije (popis 2002.)
| Uža Srbija u 2002. | Uža Srbija u 2002. | Uža Srbija u 2002. | Uža Srbija u 2002. | Uža Srbija u 2002. |
| ------------------ | ------------------ | ------------------ | ------------------ | ------------------ |
|                    |                    |                    |                    |                    |
| Srbi               | Srbi               |                    | 89.48%             | 89.48%             |
| Bošnjaci           | Bošnjaci           |                    | 2.48%              | 2.48%              |
| Romi               | Romi               |                    | 1.45%              | 1.45%              |
| Albanci            | Albanci            |                    | 1.10%              | 1.10%              |
| ostali             | ostali             |                    | 5.49%              | 5.49%              |
|                    |                    |                    |                    |                    |

### Etnička struktura Vojvodine (popis 2002.)
| Vojvodina u 2002. | Vojvodina u 2002. | Vojvodina u 2002. | Vojvodina u 2002. | Vojvodina u 2002. |
| ----------------- | ----------------- | ----------------- | ----------------- | ----------------- |
|                   |                   |                   |                   |                   |
| Srbi              | Srbi              |                   | 65.05%            | 65.05%            |
| Mađari            | Mađari            |                   | 14.28%            | 14.28%            |
| Slovaci           | Slovaci           |                   | 2.79%             | 2.79%             |
| Hrvati            | Hrvati            |                   | 2.78%             | 2.78%             |
| Jugoslaveni       | Jugoslaveni       |                   | 2.45%             | 2.45%             |
| Crnogorci         | Crnogorci         |                   | 1.75%             | 1.75%             |
| Rumunji           | Rumunji           |                   | 1.50%             | 1.50%             |
| Romi              | Romi              |                   | 1.43%             | 1.43%             |
| ostali            | ostali            |                   | 7.97%             | 7.97%             |
|                   |                   |                   |                   |                   |

## Vjerska struktura stanovništva
Najveći broj vjernika u Srbiji je pravoslavne vjere, a slijede muslimani (suniti), rimokatolici i protestanti, dok su druge religije slabije zastupljene. U Srbiji živi i određeni broj ateista.

## Demografska povijest
Za vrijeme vlasti Slobodana Miloševića i njegovih pristaša 1990-ih, Hrvati u Srbiji nisu bili priznati kao manjina koja postoji u Srbiji i Crnoj Gori od strane države, zbog čega su slijedili svi ostali problemi: sloboda organiziranja, javna uporaba hrv. jezika, školovanje i mediji na hrvatskom itd.
Taj je status bio posljedicom držanja samih vlasti: iako je DSHV Skupštini Srbije podnio zahtjev za rješavanje statusa Hrvata i prijedlog za dobivanje kulturne autonomije, vlasti su to ignorirale. Ministrica za ljudska prava i manjine u SRJ, Margit Savović je izjavila 10. lipnja 1994. da Hrvati u SRJ ne postoje; po ondašnjem zakonu, tamošnji Hrvati nisu bili ni narod ni manjina.
Stanje je bilo takvo i nakon što su 1996. RH i srpskocrnogorska federacija potpisale Sporazum o normalizaciji odnosa, u kojem je stajalo da će SCG osigurati Hrvatima sva prava koja predviđaju međ. standardi. To je stanje bilo još u 20. siječnja 1999., prigodom posjeta dužnosnika Hrvata iz Vojvodine veleposlanstvu SAD-a u Beogradu.
- 1991. 9.778.991 st. (Srbi 65,9 %, Albanci 17,1 %, Mađari 3,5 %, Muslimani 2,5 %, Romi 1,4 %, Crnogorci 1,4 %, Hrvati 1,1 % i drugi ).[3]

| Srbija (uključujući Kosovo) 1991. | Srbija (uključujući Kosovo) 1991. | Srbija (uključujući Kosovo) 1991. | Srbija (uključujući Kosovo) 1991. | Srbija (uključujući Kosovo) 1991. |
| --------------------------------- | --------------------------------- | --------------------------------- | --------------------------------- | --------------------------------- |
|                                   |                                   |                                   |                                   |                                   |
| Srbi                              | Srbi                              |                                   | 66%                               | 66%                               |
| Albanci                           | Albanci                           |                                   | 17%                               | 17%                               |
| Mađari                            | Mađari                            |                                   | 3.5%                              | 3.5%                              |
| ostali                            | ostali                            |                                   | 13.5%                             | 13.5%                             |
|                                   |                                   |                                   |                                   |                                   |

- 1981. 9.313.676 st. ( Srbi 66,4 %, Albanci 14 %, Mađari 4,2 %, Muslimani 2.3 %, Hrvati 1,6 %, Crnogorci 1,6 %, Romi 1,2 % i drugi )
- 1971. 8.446.591 st. ( Srbi 71,2 %, Albanci 11,7 %, Mađari 5,1 %, Hrvati 2,2 % )
- 1961. 7.642.227 st. ( Srbi 74,6 %, Albanci 9,2 %, Mađari 5,9 %, Hrvati 2,6 % i drugi )
- 1953. 6.979.154 st. ( Srbi 73,8 %, Albanci 8 %, Mađari 6,3 % )
- 1948. 6.527.966 st. ( Srbi 73,9 %, Albanci 8,1 %, Mađari 6,6 %, Hrvati 2,6 % i drugi )[4]

## Demografija prema CIA World Factbook 2008
Ukupan broj stanovnika: 10.150.265 (srpanj 2007. proc.)

Prosjek godina:
- ukupno: 37,3 godina
- muškarci: 35,9 godina
- žene: 38,8 godina (2007. proc.)

Očekivana duljina života:
- ukupno stanovništvo: 75,06 godina
- muškarci: 72,49 godine
- žene: 77,86 godine (2007. proc.)

Stopa fertilnosti: 1,69 novoređenih na 1 ženu (2007. proc.)

Nacionalnost:
- imenica: Srbin
- pridjev: srpski

Etničke grupe:
- Srbi 82,9%
- Mađari 3,9%
- Romi 1,4%
- Jugoslaveni 1,1%
- Bošnjaci 1,8%
- Crnogorci 0,9%
- ostali 8% (popis 2002.)

Vjera:
- pravoslavci 85%
- katolici 5,5%
- protestanti 1,1%
- muslimani 3,2%
- neizjašnjeni 2,6%
- ostali 2,6% (popis 2002.)

Jezici:
- srpski jezik 88,3% (službeni)
- mađarski jezik 3,8%
- bošnjački jezik 1,8%
- romski jezik 1,1%
- ostali 4,1%
- nepoznato 0,9% (popis 2002.)

bilješka: rumunjski, mađarski, slovački, rusinski i hrvatski jezik su službeni u Vojvodini
Pismenost:
- definicija: s 15 godina i više zna pisati i čitati
- ukupno stanovništvo: 96,4%
- muškarci: 98,9%
- žene: 94.1% (popis 2003.)

bilješka: Uključena je Crna Gora, nije uključeno Kosovo
- 6-8. stoljeće
- Prema popisu 2002.

## Najveći gradovi
| Ime        | Stanovništvo (2024.) |
| ---------- | -------------------- |
| Beograd    | 1.680.000            |
| Novi Sad   | 380.000              |
| Niš        | 250.000              |
| Kragujevac | 170.000              |
| Subotica   | 123.000              |
| Leskovac   | 123.000              |
| Pančevo    | 115.000              |
| Kruševac   | 113.000              |
| Kraljevo   | 110.000              |
| Novi Pazar | 106.000              |
| Čačak      | 105.000              |
| Zrenjanin  | 105.000              |
| Šabac      | 105.000              |

## Migracija

### Imigracija
Strani državljani u Srbiji 2016.
|   | Privremeni boravak  |              | Stalni boravak      |              |
| # | Zemlja              | Stanovništvo | Zemlja              | Stanovništvo |
| - | ------------------- | ------------ | ------------------- | ------------ |
| 1 | Kina                | 3,280        | Kina                | 1,232        |
| 2 | Rusija              | 2,677        | Rumunija            | 1,162        |
| 3 | Libija              | 1,656        | Rusija              | 620          |
| 4 | Sjeverna Makedonija | 1,386        | Sjeverna Makedonija | 516          |
| 5 | Ukrajina            | 1,031        | Ukrajina            | 340          |
|   | Ukupno              | 10.030       | Ukupno              | 3,870        |

Nakon početka ruske invazije na Ukrajinu, više od 100.000 ruskih državljana i 18.000 ukrajinskih državljana stiglo je u Srbiju u roku od 7 mjeseci.